# سفارة كرواتيا في المجر
سفارة كرواتيا في المجر هي أرفع تمثيل دبلوماسي لدولة كرواتيا لدى المجر. تقع السفارة في Terézváros ‏ وهي تهدف لتعزيز المصالح الكرواتية في المجر.

## وصلات خارجية
- الموقع الرسمي
- قائمة سفارات كرواتيا
- قائمة السفارات في المجر